# Tôn giáo của người Chăm
Người Chăm theo tôn giáo chính là Agama Cham (tức là Chăm giáo). Tôn giáo Agama Cham (Chăm giáo) có hai môn phái gồm Môn phái tín ngưỡng tôn giáo và môn phái tín ngưỡng dân gian: môn phái Rija và môn phái Kadhar. Trong môn phái tín ngưỡng tôn giáo có hai hệ phái là phái Bà Ni (đại diện chức sắc Po Acar) và phái Bà Chăm hay Bàlamôn (đại diện chức sắc Po Basaih). Cộng đồng người theo phái Bà Ni gọi là Awal (còn gọi Chăm Bàni) và theo phái Bà Chăm gọi là Aheir (còn gọi là Bà Chăm/Chăm Bàlamôn). Hai cộng đồng Chăm Bàni (Awal), Bà Chăm (Aheir) liên kết chặt chẽ với nhau và cùng thờ chung Thánh và Thần, hai cộng đồng có chung môn phái tín ngưỡng dân gian là môn phái Rija và môn phái Kadhar. Ngoài ra, Người Chăm theo Islam (Hồi giáo) tập trung ở miền Nam Việt Nam. Islam là một tôn giáo có nguồn gốc từ Arập truyền đến Đông Nam Á nói chung và người Chăm riêng; còn một số ít người Chăm còn theo đạo Công giáo và Tin Lành. Trong quá khứ Phật giáo từng đóng một vị trí khá quan trọng trong đời sống tinh thần của người Chăm, tồn tại và phát triển song song với đạo Bà la môn, từ đầu thế kỷ trước công nguyên đến thế kỷ thứ IX

## Tôn giáo nguyên thủy
Tôn giáo nguyên thủy của người Chăm (Chăm giáo) hay Agama Cham (Tôn giáo Chăm hay Chăm giáo) gồm:
- Giáo chủ: Pô Rômê được xem là người khởi xướng.
- Giáo luật và sinh hoạt tôn giáo:

Cộng đồng Chăm Ahiêr/Chăm Bàlamôn (Chăm có ảnh hưởng Bà la môn), Chăm Awal/Chăm Bàni (Chăm có ảnh hưởng Hồi giáo không chính thống của Champa xưa) thờ phụng Thánh và thần Yāng chung:
- Thánh và Thần mới (Po Birauw): Po Kuk Ulahuk, Po Awluah (Allah) và Mohamat, Ali, Fatimah, Ibrahim, Po Tang Ahaok, Po Itha (Chúa Giesu).
- Thánh và Thần cũ (Po Yang Klak): Po lingik– Po tanâh riya, thần Siva, Thần Núi (Po Yang Cek), Thần Biển (Po Yang Tathik), Thần Sóng (Po Riyak), Thần Ruộng (Po Bhum), Thần Lúa (Po Yang Sri),... và tục thờ tổ tiên (Muk Kei).
- Tư duy phong Thần: thể hiện bản sắc rất kính trọng và rất hòa bình đối với người Chăm: Người Chăm rất tôn trọng và kính nể các vị Thần Thánh trong vũ trụ. Những người tài giỏi giúp ích cho Nhân loại thì tôn vinh và phong Thần và thờ phụng, như Po Inâ Nâgar, Po Klaong Garai, Po Rome...

Nền tảng "triết học Chăm": Tư duy nhị nguyên đối lập, Quy luật lưỡng hợp Chăm (Likei – Kumei (nam - nữ), Tanaow - Binai (đực - cái)).
- Giáo lí (Tiếng Chăm: Agal):
  - Nhóm Cái (Âm): Chăm Awal (Chăm Bàni) dùng Kinh Kor'ân (sáng thế từ Kinh Koran của Hồi giáo không chính thống của Champa xưa và Chăm hóa) và sáng lập ra giới luật Awal (tiếng chăm Adat Awal) để thực hiện nghi lễ phù hợp với tín ngưỡng người Chăm. Nhóm Awal và Aheir Có chung môn phái tín ngưỡng dân gian: Môn phái Kadhar và môn phái RiJa. Có luật và thực hiện nghi lễ như nhau
  - Nhóm Đực (Dương): Chăm Aheir (Chăm Bàlamôn) dùng Kinh Bà lamôn chăm: Agal Chăm (sáng thế từ Kinh Mantra: thánh ca, cầu nguyện thần linh dưới dạng thi ca - Brahmana: Phạn chí hay kinh Bà-la-môn, là các bài kinh cầu nguyện giải thích các nghi thức tế tự chuyên dùng cho các tu sĩ cao cấp - Aranyaka: Kinh Rừng, dùng cho nhà tu khổ hạnh - Upanishads: Áo nghĩa thư, kinh bình chú có tính triết học - có nguồn gốc từ Ấn Độ và Chăm hóa và dịch sang tiếng Chăm) và sáng lập ra giới luật Aheir (tiếng chăm Adat Aheir) để thực hiện nghi lễ phù hợp với tín ngưỡng người Chăm.

Tổ chức Chăm giáo (Agama Cham): Chia hai tầng: Chức sắc và Quần chúng nhân dân hay tín đồ
- Tổ chức chức sắc (Halauw Janâng):
+ Môn phái tín ngưỡng mang tính chất tôn giáo:
- chức sắc Thầy sư (po Acar)
- Chức sắc Thầy tế/Tăng lữ (Po Basaih)

+ Môn phái tín ngưỡng dân gian:
- Môn phái Rija: Chức sắc: Ong Mâduen, Ong ka - ing, Muk Rija, Muk Pajuw...
- Môn Phái Kadhar: Chức sắc: Ong Kadhar,...
- Một chức sắc rất đặc biệt là Nữ: Muk Buh phục vụ chung cho các Môn phái: Môn phái tín ngưỡng mang tính chất tôn giáo và Môn phái tín ngưỡng dân gian.

- Quần chúng nhân dân/Tín đồ: Chia thành hai nhóm:
+ Cộng đồng người theo Giới luật Aheir (Adat Aheir): Thờ bò - Chết Hỏa táng - theo dòng họ mẹ vào Kut (Nghĩa địa chăm) do Chức sắc Po Basaih làm nghi lễ: gọi là Chăm Aheir/Bà chăm/Chăm Bàlamôn.
+  Cộng đồng người theo Giới luật Awal (Adat Awal): Kiêng Heo - Chết Thổ táng - theo dòng họ mẹ vào Ghur (Nghĩa địa chăm) do Chức sắc Po Acar làm nghi lễ: gọi là Chăm Awal/Bà Ni.
Quan hệ giữa Awal (Chăm Bà Ni) và Aheir (chăm Bàlamôn):
Người Chăm có ảnh hưởng của tôn giáo Bà la môn được gọi là Ahier (Bà Chăm) thuộc dương/Nhóm đực, người Chăm có ảnh hưởng Hồi giáo không chính thống xưa được gọi là Awal (Bà ni) thuộc âm/nhóm Cái. Theo quan niệm này thì hai cộng đồng tôn giáo "tuy hai mà một", sống gắn bó và kết hợp với nhau như nam và nữ, chồng và vợ. Hình thành một tôn giáo mới đặc trưng riêng biệt cho Người Chăm đó là Tôn Giáo Cham (Tiếng Chăm là Agama Cham) và đại đa số Chăm Ninh Thuận - Bình Thuận theo tôn giáo này.
Cộng đồng Chăm Bà la môn và Chăm Bà Ni có chung một tôn giáo là Cham giáo (Agama Cham) nhưng khác giáo lí và thờ phụng Thánh và thần Yāng chung:
- Thánh và Thần mới (Po Birauw): Po Kuk Ulahuk, Po Awluah (Allah) và Mohamat, Ali, Fatimah, Ibrahim, Po Tang Ahaok, Po Itha (Chúa Giesu),...
- Thánh và Thần cũ (Po Yang Klak): Po lingik– Po tanâh riya, thần Siva, Thần Núi (Po Yang Cek), Thần Biển (Po Yang Tathik), Thần Sóng (Po Riyak), Thần Ruộng (Po Bhum), Thần Lúa (Po Yang Sri),... và tục thờ tổ tiên (Muk Kei).
- Thờ phụng các vị công thần như Po Inâ Nâgar, Po Klaong Garai, Po Rome...

Nền tảng "triết học" hai cộng đồng là như nhau: Tư duy nhị nguyên đối lập, Quy luật lưỡng hợp Chăm (Likei – Kumei (nam - nữ), Tanaow - Binai (đực - cái)).
Cả hai cộng đồng Chăm Bà ni và Bà Chăm đều cầu nguyện ở Tháp và Chùa (thánh đường) do chức sắc Thầy tế (Po Basaih) và Thầy sư (po Acar) làm chủ trì nghi lễ.
Năm lễ lớn (công lễ) là những lễ được tổ chức chung trong cộng đồng người Chăm không phân biệt Phái Aheir hay Awal gồm: Palao Kasah, Yuer Yang, Katê, Cakap Halau Kraong và Cambur. Lễ Palao Kasah,  Cakap Halau Kraong thầy sư po Acar làm chủ nghi lễ,.... còn lễ Katê, Cambur,... do thầy tế/Tăng lữ po Basaih làm chủ nghi lễ. Lễ Yuer Yang do Ong kadhar làm chủ nghi lễ. Ngoài ra còn rất nhiều lễ riêng cho hai cộng đồng hoặc thầy sư po Acar hoặc thầy tế/Tăng lữ po Basaih làm chủ nghi lễ. Thầy sư po Acar làm chủ nghi lễ nhiều hơn cho hai cộng đồng Chăm Aheir và Chăm Awal.
Lưu ý: 1. Trong quản lý hành chính, Chứng minh nhân dân của người Chăm không ghi tôn giáo của họ là Chăm giáo mà ghi theo hệ phái Tín ngưỡng là Tôn giáo: Bà La Môn (dùng để cho biết cộng động Chăm Aheir (Chăm ảnh hưởng Bàlamôn) và Tôn giáo: Bà Ni (dùng để cho biết cộng động Chăm Awal (Chăm ảnh hưởng Hồi giáo không chính thống ngày xưa của Champa). Nếu ghi đúng là Tôn giáo: Chăm giáo.
2. Thời nhà Nguyễn, khi tiếp quản đồng bào Chăm; Nhà Nguyễn biết rõ họ có cùng một tôn giáo nhưng khác giới luật (Adat Awal và Adat Aheir) nên Nhóm Cái/Awal gọi là Ni Tục, nhóm Đực/Aheir gọi là Chăm Tục. Sang thời Pháp thuộc: sự sai lầm đáng tiếc của Người Pháp, Chăm có Ni Tục ghi thành Tôn giáo là Bà Ni, Chăm có Chăm Tục ghi thành Tôn giáo là Bàllamôn trở thành thói quen đến ngày nay.

## Chăm Bà la môn
Chăm Bà la môn (Bà chăm) là nhóm Chăm có ảnh hưởng tôn giáo Bàlamôn. Đạo Bà la môn du nhập vào Chăm Pa từ khoảng thế kỷ thứ II, III, tồn tại và biến đổi trong cộng đồng người Chăm cho đến ngày nay. Sử sách Trung Quốc cho biết, đạo Bà la môn du nhập vào Chăm Pa rất sớm. Ba trong bốn bia ký bằng chữ Phạn có niên đại thế kỷ VII được tìm thấy ở Quảng Nam và Phú Yên ở triều đại Bhadresvaravamin cũng ghi nhận điều này. Đạo Bà la môn được truyền bá đến Chăm pa nói riêng và Đông Nam Á nói chung bằng hai con đường: đường thủy và đường bộ. Đường thủy thì từ vịnh Bengal thông qua eo biển Malacca, và đường bộ thì từ Assam đi vào Myanmar rồi qua khu vực đồng bằng sông Mêkông. Người Chăm đã chọn lọc tinh túy của đạo Bà la môn (đã Chăm hóa) thành Bà chăm và Bà chăm là một hệ phái thứ 2 trong tôn giáo Agama Cham. Phái Bà chăm phổ biến ở Ninh Thuận và Bình Thuận
- Hệ thống chức sắc phái Bà la môn (Bà Chăm)

Hệ thống chức sắc phái Bà la môn (Bà chăm) có hai tầng lớp: 
_Chức sắc tu sỹ Pà xế (Po Basaih)
_Chức sắc dân gian (môn phái Kadhar, môn phái RiJa: Gồm các nghệ nhân sử dụng nhạc lễ, trang trí, thầy cúng, thầy pháp).
Tu sĩ Pà xế là những chức sắc phái tín ngưỡng tôn giáo Bà la môn (Bà Chăm), có địa vị cao nhất trong xã hội. Pà xế là những người trí thức, họ biết chữ Chăm, lưu giữ các sách cổ Chăm quy định về các nghi thức hành lễ, hiểu biết tập tục, truyền bá và thực hiện các nghi thức tôn giáo. Tu sĩ Pà xế được duy trì trong xã hội Chăm theo cha truyền con nối. Về hình thức bên ngoài tu sĩ Pà xế để tóc dài búi tó, để râu. Trên đầu các thầy Pà xế luôn đội khăn vải màu trắng, không bao giờ đi giày, chỉ đi dép nhựa hoặc đi chân đất. Tu sỹ Pà xế được quyền lấy vợ, sinh con.
- Hệ thống giáo lý, giáo luật:

Từ xa xưa, người Chăm Bà la môn (Bà chăm) không còn liên hệ với cộng đồng Ấn Độ giáo trên thế giới. Vì vậy, tôn giáo Bà la môn của người Chăm (hay phái Bà chăm) không có hệ thống giáo lý, giáo luật rõ ràng. Giáo lý, giáo luật của người Chăm Bà la môn (Bà chăm) là các kinh luật Bà la môn được các tăng lữ Pà xế phiên dịch ra tiếng Chăm, ghi lại bằng chữ Chăm trong các thư tịch cổ, truyền lại từ đời này qua đời khác và được thay đổi cho phù hợp với thực tiễn tín ngưỡng và đời sống xã hội Chăm như bộ kinh Upanishad (Áo nghĩa thư), Rigveda, Samavada (ca vịnh Vệ đà), Yajurvada (tế tự Vệ đà) và Athrvamda (gồm bùa chú và khấn trừ tà ma)...
- Hệ thống thần linh

Tôn giáo Bà la môn vốn là tín ngưỡng đa thần. Tuy nhiên, hệ thống thần linh của người Chăm Bà la môn (Bà chăm) không theo một hệ thống rạch ròi như Bà la môn nguyên thủy mà đã được bồi đắp nhiều lớp đời này qua đời khác thông qua sự cúng tế, cầu nguyện. Đền tháp theo tôn giáo Ấn Độ là để thờ các đấng thần linh của đạo Bà la môn, đền tháp người Chăm thì đã biến thể như tháp bà Po Inâ Nâgar (ở Nha trang) thờ Po Inâ Nâgar, Poklongarai thờ vua Poklongarai , tháp Pôrômê thờ vua Pôrômê...
Chăm Bàlamôn (Bà Chăm) thờ Thánh mới  (Po Biraw): Po Kuk Ulahuk, Po Awluah (Allah), Mohamat, Ali, Fatimah, Ibrahim, Po Tang Ahaok, Po Itha,... và Po Acar làm chủ nghi lễ. Thánh và thần linh cũ (Po Yang Klak): Po lingik– Po tanâh riya, thần Siva, Thần Núi (Po Yang Cek), Thần Biển (Po Yang Tathik), Thần Sóng (Po Riyak), Thần Ruộng (Po Bhum), Thần Lúa (Po Yang Sri),... và tục thờ tổ tiên (Muk Kei).... thờ và phong thần cho người có công Po Inâ Nâgar, vua Poklongarai , vua Pôrômê...
Người Chăm Bà la môn(Bà Chăm) có hệ thống nghi lễ phong phú, đa dạng và diễn ra quanh năm. Có thể chia ra các nhóm hệ thống nghi lễ nông nghiệp, hệ thống nghi lễ vòng đời và hệ thống nghi lễ mang tính cộng đồng tôn giáo. Lễ Ka tê là lễ hội lớn nhất của người Chăm Bà la môn(Bà chăm) tổ chức vào ngày mùng 1 tháng 7 Chăm lịch hàng năm. Chăm Bà ni cũng phải tham gia lễ Ka tê.

## Chăm Bà ni
Chăm Bani là nhóm Chăm có ảnh hưởng Hồi giáo không chính thống. Trong các thế kỷ XII-XVI, hoạt động hàng hải của người Chăm phát triển mạnh họ tiếp xúc mua bán với các nước Indonesia, Malaysia, Malacca (là những nước theo Hồi giáo) Hồi giáo bắt đầu vào Chăm Pa theo con đường này. Trong giai đoạn đầu sự truyền đạo mới chỉ xảy ra ở cấp thượng lưu xã hội (triều đình và các người quyền quý), sau năm 1471 (năm thủ đô Vijaya thất thủ, quân Chiêm bị bắt sống hơn 3 vạn người, bị giết 4 vạn người, vua Chiêm là Trà Toàn bị bắt đem về Đại Việt, kinh đô bị phá hủy hoàn toàn), niềm tin vào Bà la môn của người Chăm Pa giảm sút, một bộ phận người Chăm Pa chuyển sang Hồi giáo. Từ năm 1471 đến giữa thế kỷ thứ XVII, mâu thuận dân tộc do tôn giáo diễn ra liên tục giữa người theo BàLamôn và người theo Hồi giáo không chính thống (Một số bộ phận ít người Chăm theo Hồi giáo chính thống và hầu hết họ đã di cư sang Malaysia 1471, sang Thái lan 1448 (Lấn 1) và Campuchia).
Đến vị Vua Chăm Po Rome trị vì (1627-1651) ông đã hóa giải xung đột này. Dùng quyền lực của mình đã sáng lập ra một tôn giáo mới là Cham giáo. Chăm giáo có hai phái hỗ trợ lẫn nhau là Bà Ni và Bà Chăm. Vua Po Rome đã phân cộng đồng Chăm thành hai nhóm (theo hệ Nhị Nguyên đối lập): Nhóm cộng đồng có ảnh  Bàlamôn (đa thần) phải phụng thờ thêm Thánh mới (Po Birauw): Po Kuk Ulahuk, Po Awluah (Allah) và Thần linh mới: Mohamat, Ali, Fatimah, Ibrahim, Po Tang Ahaok, Po Itha,...và gọi tên là Aheir (Nhóm đực) còn gọi là Bà Chăm. Nhóm cộng đồng ảnh hưởng Hồi giáo không chính thống (Nhất thần) phải thờ phụng thêm tất cả những gì nhóm cộng đồng Aheir thờ, nghĩa là ngoài thờ nhất Thần Thánh Allah - họ phải thờ Thánh mới po Kuk Ulahuk do người Chăm khái quát hóa nên và các vị Thánh thần cũ (đa thần) và Các tín ngưỡng dân giang của người Chăm và Các tục lệ thờ cúng tổ tiên và gọi tên Awal (Nhóm cái) còn gọi là Bà ni. Vua Po Rome đã tạo ra hai cộng mới sống hòa thuận với nhau và xóa bỏ hoàn toàn Hồi giáo không chính thống thời ấy trong đất nước Champa. Một số bộ phận người Chăm nằm ngoài sự cai trị của Po Rome như ở Malaisia, Campuchia (sau này một số nhóm quay lại Sài gòn, Tây Ninh, An gian,) vẫn theo Hồi giáo chính thống của Ả rập, Malaisia.
Có một số cộng đồng Chăm ở Campuchia theo Hồi giáo không chính thống của Champa cũ. Họ được gọi tên là Chăm Tajuh, Họ giữ nguyên mô hình Hồi giáo không chính thống đó;  họ chưa tách hẳn Hồi giáo để trở thành Bà Ni (Bà Ni là tôn giáo ĐA THẦN do người Chăm lập ra sau thế kỷ XVII). Chăm Tajuh năm giữa Chăm Bà Ni và Chăm Islam. Hai nhóm Bà Chăm và Bà Ni thực chất là một tôn giáo duy nhất có tên tiếng Chăm là Agama Cham (Cham giáo) vì hai bên thờ như nhau, tín ngưỡng, tập tục như nhau, hình thức tổ chức hai Chức sắc như nhau, khác nhau cơ bản là Giáo luật, Nhóm đực -  Aheir: Hỏa táng (thuộc về Dương - Po lingik). Nhóm cái - Awal: Thổ táng (thuộc về Âm -Po tanâh riya) và phổ biến ở Ninh Thuận và Bình Thuận.
- Hệ thống thánh đường (Chùa)

Ngày xưa, thánh đường làm bằng nhà tranh, sau này được xây cất bằng gạch ngói, hiện nay nhiều thánh đường từng bước được tu bổ khang trang, hiện đại theo phong cách thánh đường nhưng không hoàn toàn chịu ảnh hưởng của phong cách các thánh đường Hồi giáo quốc tế, Chùa Bà ni còn nơi hội họp của các chức sắc, các nhân sỹ trí thức để bàn bạc việc làng.
- Hệ thống chức sắc phái Bà ni
_Chức sắc Thầy sư (Po Acar)
_Chức sắc dân gian (môn phái Kadhar, môn phái RiJa: Gồm các nghệ nhân sử dụng nhạc lễ, trang trí, thầy cúng, thầy pháp).  Thầy sư Acar là những chức sắc tín ngưỡng tôn giáo phái Bà ni, có địa vị cao nhất trong xã hội. Acar là những người trí thức, họ biết chữ Chăm, lưu giữ các sách cổ Chăm quy định về các nghi thức hành lễ, hiểu biết tập tục, truyền bá và thực hiện các nghi thức tôn giáo. Thầy sư Acar được duy trì trong xã hội Chăm theo cha truyền con nối. Về hình thức bên ngoài Thầy sư Acar cảo tóc, không râu. Trên đầu các thầy Acar luôn đội khăn vải màu trắng đỏ và đội thêm một lớp khăn trắng thứ 2, luôn đi giày, hoặc không đi chân đất. Thầy sư Acar được quyền lấy vợ, sinh con

Mỗi Chùa Bà ni đều có đội ngũ chức sắc phụ trách các sự vụ tôn giáo. Tầng lớp tu sỹ Bà ni được gọi chung là "thầy Acar". Tu sỹ Bà ni có trang phục: áo quần màu trắng, áo dài, cạo tóc (ngược lại với các tu sĩ Bà la môn tóc búi tó), quấn khăn. Đối với tín đồ Bà ni và cả tín đồ Chăm Balamon, thầy ACar rất được nể trọng. Ông vừa là người thay mặt cho Thánh làm các nghi thức tôn giáo, vừa là người thay mặt cho người Chăm của cả hai phái tín ngưỡng tôn giáo Bà la môn (Bà chăm) và Bà ni làm chủ nhiều nghi lễ mang tính chất dân gian của người Chăm Bà la môn(Bà chăm) và Bà ni.
- Hệ thống thần linh và hệ thống giáo lý giáo luật

Từ khi thành lập Agama cham (Cham giáo), người Chăm Bà ni là cộng đồng mới và kế thừa và chọn lọc những cái tinh túy của Hồi giáo không chính thống của champa cũ và không liên hệ với cộng đồng Hồi giáo trên thế giới. Vì vậy, phái tín ngưỡng tôn giáo Bà ni của người Chăm không theo hệ thống giáo lý, giáo luật của Hồi giáo. Giáo lý, giáo luật của người Chăm Bà Ni được chọn lọc từ kinh Kor'ân của người Chăm theo Hồi giáo không chính thống của Champa cũ (chủ yếu là kinh Cửu ước của Người Do thái) theo từng bài và có hướng dẫn thực hiện bằng tiếng Chăm một cách rõ ràng và được thống nhất cả cộng đồng phái Bà ni truyền lại từ đời này qua đời khác và được thay đổi cho phù hợp với thực tiễn tín ngưỡng và đời sống xã hội Chăm. Kinh gốc có dấu đóng giáp lai của triều đình vẫn được lưu giữ ở Ninh Thuận.
Phái tín ngưỡng Tôn giáo Bà ni là tín ngưỡng đa thần: Thánh mới (Po Birauw): Po Kuk Ulahuk, Po Awluah (Allah) và Thần linh: Mohamat, Ali, Fatimah, Ibrahim, Po Tang Ahaok, Po Itha,...và Thần Thánh cũ (Po Yang Klak): Po lingik– Po tanâh riya, thần Siva, Thần Núi (Po Yang Cek), Thần Biển (Po Yang Tathik), Thần Sóng (Po Riyak), Thần Ruộng (Po Bhum), Thần Lúa (Po Yang Sri),... và tục thờ tổ tiên (po Muk Kei).... thờ và phong thần cho người có công Po Inâ Nâgar, vua Poklongarai , vua Pôrômê...Chăm Bà ni còn thờ thánh cũ (Po yang Klak) do  Po Basaih làm chủ nghi lễ.
Hệ thống nghi lễ
Phái Bà ni thờ cúng khác hoàn toàn với Hồi giáo chính thống, tín đồ Bà ni không tuân theo luật Hồi giáo, không làm lễ năm lần mỗi ngày. Tín đồ Bà Ni chỉ tuân theo luật Awal (tức luật BàNi), tiếng Chăm Adat Awal. Mô hình tổ chức tương tự như Phật giáo.
Ba ngày "Rok haray Muk kei" nghĩa là " Đóng rước tổ tiên Ông Bà đến vui Tết, vui cùng tháng Lễ Ramưwan) và Tháng tịnh chay Ramưwan là thời gian quan trọng nhất của người chăm Bà ni. Người theo tôn giáo Bà ni đã tách bạch rõ hẳn thành một tôn giáo riêng biệt không còn liên hệ gì với Hồi giáo nên Họ không nhịn ăn vào ban ngày như luật Hồi giáo quy định, họ đi làm và  ăn học tập như ngày thông thường. Chiều tối họ có thể vào Chùa cầu an, cầu phúc và thời gian khoảng 20 phút đến 30 phút vào lúc Các Thầy sư Acar làm lễ.
Chỉ có các thầy sư Acar phải nhịn ăn ba ngày đầu của tháng Ramưvan. Trong tháng Ramưvan, các thầy sư phải tu ở thánh đường, không được về nhà và chỉ được ăn những lễ vật dâng cúng, khi ăn cơm chỉ được dùng tay. Tháng Ramưwan chia 2 phần: 15 ngày đầu: tịnh chay âm tính: mọi người không ăn động vật trên cảng và chỉ ăn động vật dưới nước; 15 ngày cuối tháng tịnh chay dương tính: mới ăn được động vật trên cảng và Chăm Bà la môn (Bà chăm) cũng đến Chùa cầu nguyện trong tháng Ramưwan.

## Chăm Islam
Hồi giáo (Islam) du nhập vào đồng bào Chăm từ Trung Đông. Người Chăm theo Ixlam (Hồi giáo Chăm Islam)  phổ biến ở An Giang (chủ yếu dòng Sunni). Những người theo Hồi giáo này có sự liên lạc với Hồi giáo quốc tế, hàng năm có người hành hương đến thánh địa Mecca. Tại mỗi thôn, người theo Ixlam đều có thánh đường riêng. Người Chăm gọi những người theo Ixlam này là Hồi giáo mới. Vì xưa kia đã có Hồi giáo ở Champa nhưng chủ yếu là dòng Shi'ai và phần đông đã di cư ra nước ngoài và phần còn lại đã kết hợp với một số người Chăm Balamon lập ra một tổ chức mới mang tên Bà Ni và nay đã phát triển thành Tôn giáo Bà Ni ở Việt Nam. Hoạt động của cộng đồng Chăm Islam theo Hồi giáo chính thống, chỉ tôn thờ đấng Allah, cầu nguyện mỗi tuần ít nhất 1 lần/Bình thường 5 lần trong 1 ngày. Tín đồ là nam đều tắm rửa sạch sẽ, y phục chỉnh tề đến thánh đường (hoặc cộng đồng sinh hoạt) làm lễ chiều thứ sáu hàng tuần. Tín đồ nữ được làm lễ tại nhà. Các tín đồ thực hiện nghiêm túc giáo lý giáo luật của Hồi giáo, thực hiện các bổn phận của tín đồ như nhịn ăn tháng Ramadan. Các tín đồ đã hành hương đến thánh địa Mecca được mang tước hiệu Hadji và được tín đồ khác kính trọng.

## Phật giáo

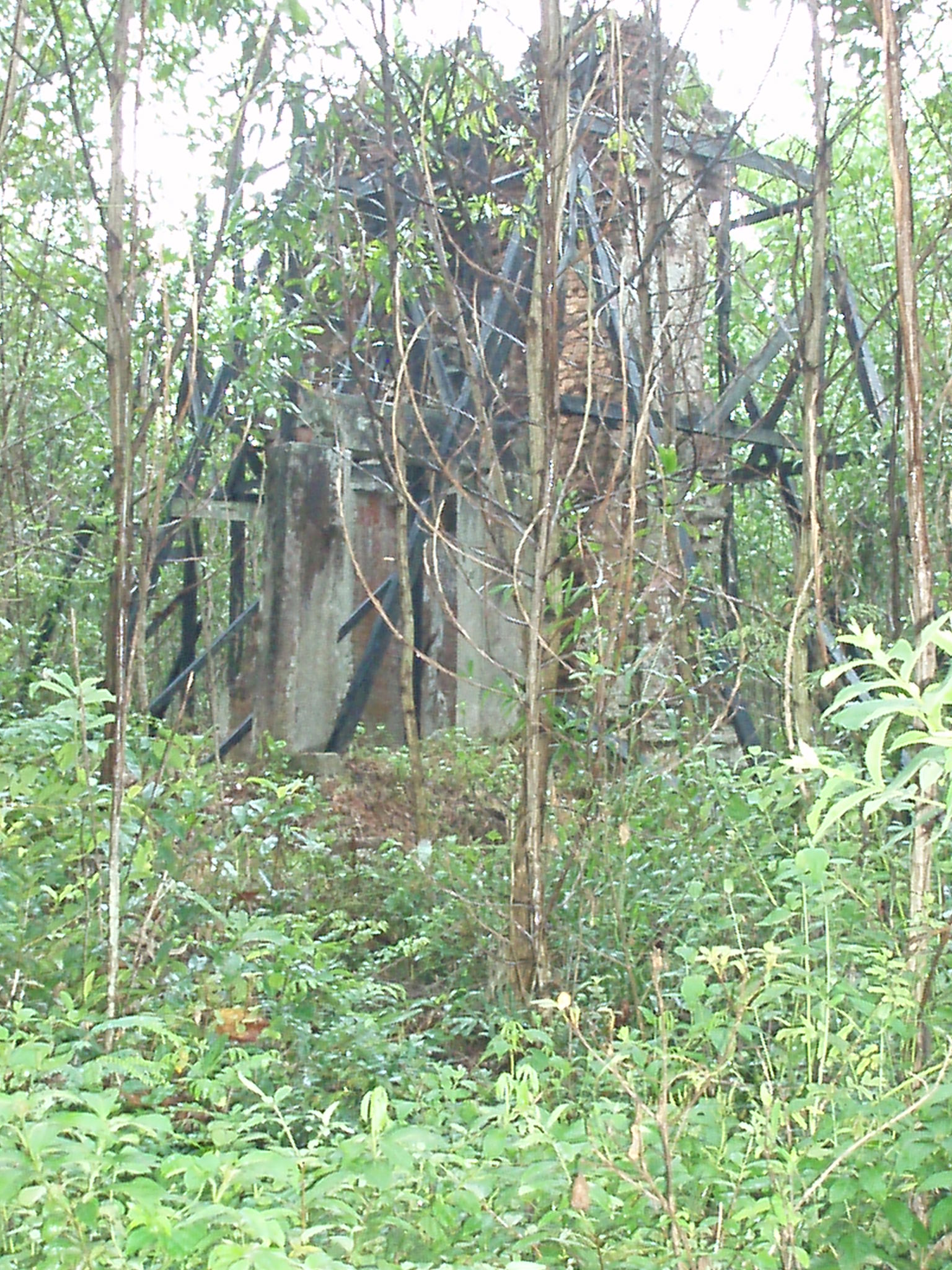
Phế tích Phật viện Đồng Dương

Phật giáo Đại thừa do những thương gia Ấn Độ du nhập vào Chăm pa từ những năm trước công nguyên, phát triển và hưng thịnh nhất vào thế kỷ thứ IX. Các nhà khảo cổ đã tìm thấy rất nhiều tượng Phật trong các di chỉ vùng Indrapura (Đồng Dương, Thăng Bình, Quảng Nam ngày nay), Vijaya (Nhơn Hậu, huyện Tây Sơn, tỉnh Bình Định ngày nay), Kauthara (khu vực đồng bằng duyên hải nhỏ hẹp từ Phú Yên Cam Ranh ngày nay), và Panturanka (vùng Phan Rang, Phan Thiết ngày nay). Đặc biệt là các nữ thần phái Mật Tông mà phổ biến nhất là Bồ Tát Prana Paramita, Bồ Tát Avalokitesvara (Bồ Tát Quán Thế Âm) và Lokesvara (Nam Phật) những vị Bồ Tát này là Phật Amitahba hay A Di Đà hiện thân để cứu độ chúng sinh. Một số tượng Phật bằng đồng cũng được tìm thấy tại động Phong Nha. Vào năm 875 nhà vua Indravarman II cho xây dựng tại Indrapura (Quảng Nam) một tu viện Phật giáo lấy tên là Laskmida Lokeskvara. Đây chính là di tích Phật viện Đồng Dương ngày nay.